# Bernúy-Zapardiel
Bernúy-Zapardiel är en ort i Spanien.   Den ligger i provinsen Provincia de Ávila och regionen Kastilien och Leon, i den centrala delen av landet, 120 km nordväst om huvudstaden Madrid. Bernúy-Zapardiel ligger 865 meter över havet och antalet invånare är 187.
Terrängen runt Bernúy-Zapardiel är platt, och sluttar norrut. Runt Bernúy-Zapardiel är det glesbefolkat, med 10 invånare per kvadratkilometer. Närmaste större samhälle är Fontiveros, 5,3 km söder om Bernúy-Zapardiel. Trakten runt Bernúy-Zapardiel består till största delen av jordbruksmark.